# Jabłonowo Pomorskie (gmina)
Jabłonowo Pomorskie (do końca 1991 gmina Jabłonowo) – gmina miejsko-wiejska w Polsce położona w województwie kujawsko-pomorskim, w powiecie brodnickim. W latach 1975–1998 gmina administracyjnie należała do województwa toruńskiego.
Siedzibą gminy jest Jabłonowo Pomorskie.
Według danych z 30 czerwca 2004 gminę zamieszkiwało 9045 osób.

## Struktura powierzchni
Według danych z roku 2005 gmina Jabłonowo Pomorskie ma obszar 134,36 km², w tym:
- użytki rolne: 79%
- użytki leśne: 10%

Gmina stanowi 12,93% powierzchni powiatu.

## Demografia

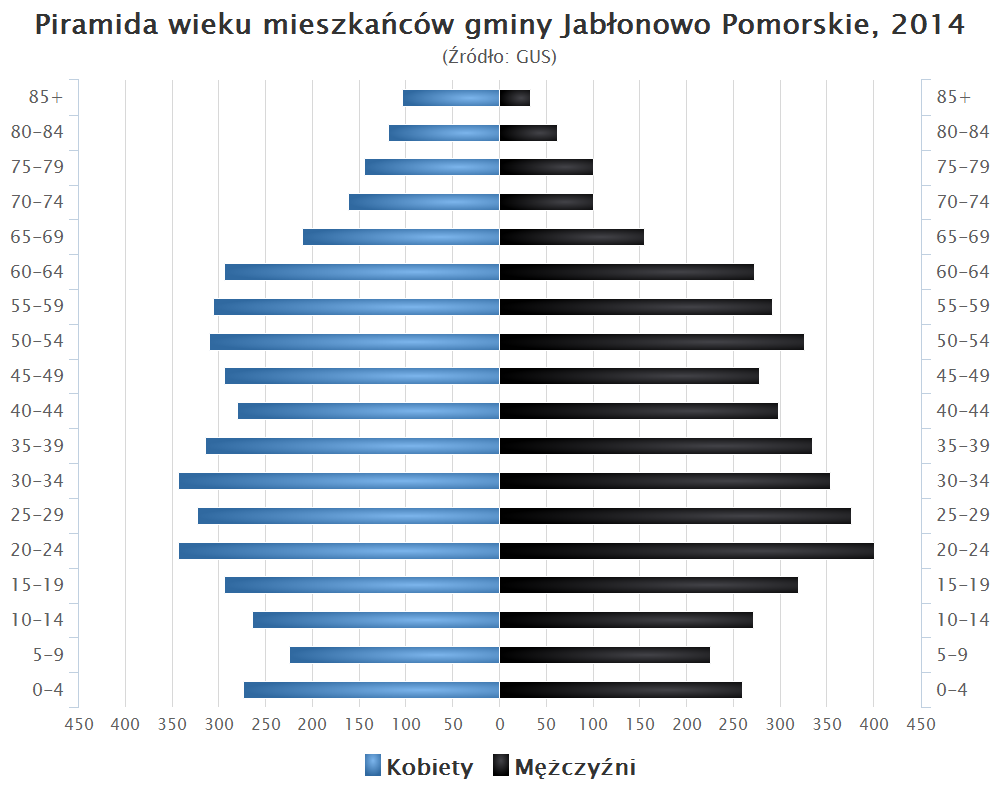
Piramida wieku mieszkańców gminy Jabłonowo Pomorskie w 2014 roku

Dane z 30 czerwca 2004:
| Opis                              | Ogółem | Ogółem | Kobiety | Kobiety | Mężczyźni | Mężczyźni |
| --------------------------------- | ------ | ------ | ------- | ------- | --------- | --------- |
| jednostka                         | osób   | %      | osób    | %       | osób      | %         |
| populacja                         | 9045   | 100    | 4613    | 51      | 4432      | 49        |
| gęstość zaludnienia (mieszk./km²) | 67,3   | 67,3   | 34,3    | 34,3    | 33        | 33        |

## Zabytki
Wykaz zarejestrowanych zabytków nieruchomych na terenie gminy:
- drewniany kościół pod wezwaniem św. Marcina z 1723 roku w Góralach, nr A/134/57 z 04.11.1931
- kościół parafii pod wezwaniem św. Wojciecha z lat 1860-64 w Jabłonowie Pomorskim, nr A/52/166 z 24.09.1970 roku
- pałac z lat 1860-68 (obecnie klasztor ss. pasterek) w Jabłonowie Pomorskim, nr 389/127 z 29.11.1957 roku
- zespół kościelny w Konojadach, obejmujący: kościół ewangelicki, obecnie rzymskokatolicki filialny pod wezwaniem Dobrego Pasterza z lat 1896-98, cmentarz przykościelny, nr A/1523 z 1.04.2009 roku
- kościół parafii pod wezwaniem śś. Piotra i Pawła z pierwszej połowy XIV w. w Lembargu, nr A/5 z 24.10.1929 roku
- dwór z drugiej połowy XVII w. w Nowej Wsi Szlacheckiej, nr 325/121 z 14.12.1955 roku
- kościół parafii pod wezwaniem św. Małgorzaty z końca XIII w. w Płowężu, nr A/8/7 z 17.10.1929 roku.

## Sołectwa
Adamowo, Budziszewo, Buk Góralski, Buk Pomorski, Bukowiec, Gorzechówko, Górale, Jabłonowo-Zamek, Kamień, Konojady, Lembarg, Mileszewy, Nowa Wieś, Piecewo, Płowęż, Szczepanki.

## Miejscowości niesołeckie
Góraliki, Jaguszewice, Płowężek.

## Sąsiednie gminy
Biskupiec, Bobrowo, Książki, Świecie nad Osą, Zbiczno